# گرداولاست
گِردَاولَست: در زبان تالشی نام یک نوع درخت تلقی می‌شود، روستایی از توابع بخش مرکزی شهرستان فومن در استان گیلان ایران است. مردم این روستا به زبان تالشی تکلم می‌کنند.

## جمعیت
این روستا در دهستان گوراب پس قرار دارد و براساس سرشماری مرکز آمار ایران در سال ۱۳۸۵، جمعیت آن ۹۹ نفر (۲۹خانوار) بوده‌است.